# Emerald Fennell
Pour les articles homonymes, voir Fennell.
Emerald Fennell, née le 1er octobre 1985 à Hammersmith (Royaume-Uni), est une réalisatrice, actrice et écrivaine britannique.
Révélée par son rôle de la sage-femme Patsy Mount dans la série à succès Call the Midwife, elle accède à la notoriété grâce à celui de Camilla Parker Bowles dans les saisons 3 et 4 de The Crown. Elle apparait également en second rôle dans Barbie de Greta Gerwig aux côtés de Margot Robbie et Ryan Gosling.
En 2020, elle accède à la consécration en remportant le prix du meilleur scénario original avec Promising Young Woman. Elle devient à ce titre la première la réalisatrice britannique à remporter une nomination à l'Oscar de la meilleure réalisation. Deux ans plus tard, elle s'impose comme l'une des réalisatrices britanniques les plus prometteuses de sa génération avec son deuxième long-métrage Saltburn.

## Biographie
Fille du bijoutier Theo Fennell (en) et de l’écrivaine Louise Fennell (née MacGregor), Emerald Fennell va à l’école de Marlborough College puis étudie à l’université d'Oxford.
Après de nombreux seconds rôles au cinéma et à la télévision, elle est révélée au grand public pour son rôle de Patsy Mount dans la série historique, Call the Midwife, avant d’enchaîner dans deux autres grosses productions, Victoria et The Crown où elle incarne Camilla Parker-Bowles durant les saisons 3 et 4.
En juillet 2018, Emerald Fennell est embauchée par son amie Phoebe Waller-Bridge en tant que scénariste en chef pour la deuxième saison de la série Killing Eve, en remplacement de Waller-Bridge, qui reste productrice. Fennell écrit 6 épisodes pour la saison. À la 71e cérémonie des Primetime Emmy Awards, Fennell est sélectionnée pour un Primetime Emmy Award du meilleur scénario pour une série télévisée dramatique pour l'épisode de la saison 2 « En toute discrétion » (Nice and Neat).
Également écrivaine, elle publie ainsi en 2013 Shiverton Hall, un livre de fantasy pour enfants, et
elle signe en 2015 un roman d'horreur pour adultes, Monsters.
En janvier 2020, Andrew Lloyd Webber annonce sa collaboration avec Emerald Fennell pour sa comédie musicale Cendrillon, dont la première est prévue à Londres en mai 2021.
En mars 2021, elle devient la première réalisatrice britannique nommée aux Oscars pour le prix de la meilleure réalisatrice, du meilleur film et du meilleur scénario original avec Promising Young Woman. Elle remporte cette dernière récompense.
Le 22 mars 2021, Fennell est choisie pour écrire un film sur Zatanna, personnage de l'univers cinématographique DC, pour la Warner Bros.

## Filmographie

### Actrice

#### Cinéma
- 2010 : Mr. Nice de Bernard Rose : Rachel
- 2011 : Albert Nobbs de Rodrigo Garcia : Mrs. Smythe-Willard
- 2012 : Anna Karénine de Joe Wright : princesse Merkalova
- 2015 : Danish Girl de Tom Hooper : Elsa
- 2015 : Pan de Joe Wright : Commandante
- 2018 : Vita and Virginia de Chanya Button : Vanessa Bell
- 2023 : Barbie de Greta Gerwig : Midge

#### Télévision

##### Séries télévisées
- 2006 : Scotland Yard, crimes sur la Tamise (Trial & Retribution) : Sheena
- 2010 : Flics toujours (New Tricks) : Vicky
- 2010 : Any Human Heart : Lottie (3 épisodes)
- 2011 : Comedy Showcase : Agnes
- 2013 : Blandings : Monica Simmons
- 2011-2013 : Chickens  : Agnes (7 épisodes)
- 2015 : Children in Need : Pasty Mount
- 2016 : Drifters : Lizzie
- 2013-2017 : Call the Midwife : infirmière Patsy Mount (27 épisodes)
- 2017 : Victoria : Lady Lovelace
- 2019-2020 : The Crown  : Camilla Shand

##### Téléfilms
- 2013 : The Lady Vanishes de Diarmuid Lawrence : Odette
- 2013 : Murder on the Home Front de Geoffrey Sax : Issy Quennell

### Réalisatrice et scénariste
- 2018 : Killing Eve (série télévisée), saison 2 (seulement scénariste)
- 2020 : Promising Young Woman
- 2023 : Saltburn
- 2025 : Ballerina de Len Wiseman (seulement scénariste, non créditée)
- 2026 : Les Hauts de Hurlevent (Wuthering Heights)

## Distinctions

### Récompenses
- BAFA 2021 :
  - Meilleur film britannique pour Promising Young Woman
  - Meilleur scénario original
- Oscars 2021 : Meilleur scénario original

### Nominations
- Primetime Emmy Awards
  - 2019 : meilleure série télévisée dramatique pour Killing Eve[11]
  - 2019 : meilleur scénario pour une série télévisée dramatique pour Killing Eve
  - 2021 : meilleure actrice dans un second rôle pour une série télévisée pour The Crown
- Golden Globes 2021 : 
  - Meilleur réalisateur pour Promising Young Woman [12]
  - Meilleur scénario
- Oscars 2021 : Meilleur réalisateur pour Promising Young Woman